# 綾津ユリ
綾津 ユリ（あやつ ゆり、1986年6月14日 - ）は、日本の女優。東京都出身。
所属事務所は自身がキャスティング事業部長を務める「khromatic」。
早稲田大学卒業後、サントリーホールディングスに入社しビールの商品企画部へ配属。6年間勤務した後脱サラし、役者として活動を始める。当初は舞台を中心に活動していたが、テレビドラマなどの映像作品にも出演している。

## 出演

### テレビドラマ

#### 2023年
- 離婚しようよ　最終話（Netflix）- リポーター役

- 今夜すきやきだよ 第1話（2023年1月6日、テレビ東京）- 結婚式参列者 役
- Get Ready! 第2話（2023年1月13日、テレビ朝日）- 幸せな母 役
- 日曜の夜ぐらいは… 第3話（2023年5月14日、朝日放送テレビ・テレビ朝日）- カフェ店員 役

#### 2022年
- 妻、小学生になる。 第4話（2022年2月11日、TBS）- ママ友 役
- 駐在刑事 Season3 最終話（2022年2月25日、テレビ東京）- 記者 役
- 個人差あります（東海テレビ）
- インビジブル（TBS）
- ザ・トラベルナース 第6話（2022年11月24日、テレビ朝日）- 看護婦 役
- 差出人は、誰ですか?　最終週（2022年12月12日 - 15日、TBS）- 立花の妻 役
- 瑠璃も玻璃も照らせば光る（2022年12月27日、フジテレビ）- 会場アナウンス 役

#### 2021年
- SUPER RICH 第7話（2021年11月25日、フジテレビ）- ウェディングプランナー 役

#### 2020年
- トップナイフ 第5話（2020年2月9日、日本テレビ）- 麻酔科医 役
- 恋する母たち 第6話（2020年11月27日、TBS）- 記者 役

#### 2019年
- TBS×Paravi「新しい王様」TVスタッフ 役
- テレビ東京「三匹のおっさん」ライブ観客 役
- 関西テレビ「健康で文化的な最低限度の生活」
- フジテレビ「ルパンの娘」最終回 記者 役
- NHK BSプレミアム「盤上の向日葵」ワイドショーコメンテーター 役
- テレビ朝日「ドクターX〜外科医・大門未知子〜」第6シーズン 看護師 役（レギュラー）
- 時効警察はじめました（テレビ朝日、2019年12月6日）- 催眠術被験者 役

#### 2018年
- dTV・FOD「彼氏をローンで買いました」
- テレビ朝日 「誘拐法廷〜セブンデイズ〜」傍聴人 役
- TBS 「中学聖日記」社員 役
- ABC放送 「KBOYS」スタイリスト 役

### 映画
2023年
- 劇場版「イチケイのカラス」– 刑務官 役

2022年
- 劇場版「 仮面ライダーリバイス 」- 空港職員役

#### 2021年
- 半径１メートルの君（2021年2月26日公開）- 看護婦 役

### その他テレビ番組
2022年
- THE突破ファイル（日本テレビ） - スリ被害者役
- 今夜はナゾトレ（フジテレビ）川柳SP 出題映像

2021年
- みんなパスかる！（2021年5月3日、NHK）
- 世界一受けたい授業（2021年5月29日、日本テレビ）
- 主治医が見つかる診療所（2021年９月9日、テレビ東京）

2020年
- THE突破ファイル（2020年2月13日、日本テレビ） - 宝石店店主 役

- THE突破ファイル（2020年12月17日、日本テレビ） - リポーター 役

#### 2019年
- 痛快TV スカッとジャパン（フジテレビ）
- 有田哲平と高嶋ちさ子の人生イロイロ超会議（2019年7月8日、TBS) - 大友愛役
- ネタパレ（2019年10月25日、フジテレビ） - アルコ＆ピース平子ネタ 記者 役

### CM
2023年
- 味の素「CookDo®きょうの大皿®」　鶏ももなす　週ナカ冷蔵庫篇
- 味の素「CookDo®きょうの大皿®」　鶏ももなす　子供喜ぶ篇
- 味の素「CookDo®きょうの大皿®」　鶏ももなす　大皿コレクション篇
- 味の素「CookDo®きょうの大皿®」　鶏ももなす　週ナカ冷蔵庫篇

2020年
- サロンドプロ「リタッチワイドマーカー」使い方ムービー

#### 2019年
- EPSON「エコタンク搭載モデル」
- au ゼロ学割「０円の主張」
- タカラトミー 「しゃべる地球儀『小学館の図鑑NEOGlobe』」
- ジョージア「海の癒し」篇
- JT「想うた 同期を想う」篇

2018年
- HOMA WEBイメージモデル

### PV
- ももいろクローバーZ　MV「GODSPEED」（2018年）

### 舞台

#### 2014年
- TEAM-ODAC「僕らの深夜高速」（作・演出：笠原哲平）
- フライドボール企画「フリテン！～麻雀のルール知らねえっす～」（作：ゆうき/演出：村上理）

#### 2015年
- 劇団メイカーズ「転人」（作：木村保/演出：高江智陽）
- フライドボール企画「孤高のスープ」（作・演出：ゆうき）
- 劇団SHOW特急「真田十勇伝」（作・演出：伊達謙一）
- Xカンパニー「泡の恋」（作・演出：白倉裕二）

#### 2016年
- LIVEDOGプロデュース「鼓ノ音の春」（作：浅野泰徳/演出：宇治川まさなり）
- LIVEDOGプロデュース「オレンジノート」（作・演出：笠原哲平）
- ズッキュン娘「歩いてみやがれ！」（作：藤吉みわ/演出：笠原哲平）
- VACAR ENTERTAINMENTプロデュース「Novel War」（作・演出：江戸川崇）
- STANDARDSONGプロデュース「ハッピーバースデー」（原作：青木和雄/演出：横山仁一）

#### 2017年
- D-RactoRプロデュース「コングラッチュ・ユー」（作・演出：原将明）
- LIVEDOGプロデュース「DOG’S」（作：浅野泰徳/演出：村田充）
- D-RactoRプロデュース「とけた涙」（作・演出：湯山敬太）
- Am-bitioNプロデュース「ぼくンち～ソースの覚醒～」（作・演出：江戸川崇）
- Am-bitioNプロデュース「Candy House」（作・演出：原将明）
- Enthenaプロデュース「愛、お姉ちゃん、湯の花の舞う頃」（作・大村仁望/演出：市川大貴）
- Rebel Groupプロデュース「真白き富士の気高さを」（作：Ken-summer/演出：さい鹿秀吉）

#### 2018年
- Am-bitioNプロデュース「Hi☆Jack!!」（作・演出：江戸川崇）
- ひろせ劇団「ORCHESTRA」（作・演出：さい鹿秀吉）
- ミュージカル座「タイム・フライズ」（作：竹本敏彰/演出：中本吉成）
- えのもとぐりむ傑作選「陳弁ピクトグラム」（作・演出：えのもとぐりむ）
- Am-bitioNプロデュース「男捨離」（作・演出：磯貝龍虎）
- 平熱43度「ぶっちぎり乱蔵！theSTAGE」（作・演出/桃原秀寿）

#### 2019年
- IKKAN Creating Works「Beautiful Runner」（作：IKKAN/演出：江戸川崇）
- シタチノ 旗揚げ公演「あの頃私は、スマートだった。」（作・演出：市川大貴）
- Am-bitioNプロデュース「邪悪・ナイト・ライジング～ダレンジャーズ・エピソード０～」（作・演出：江戸川崇）
- ヘイ・フィーバーvol.3「コネクト」（作・演出：籠谷和樹）

#### 2020年
- 風待ちの庭（Entenaプロデュース、脚色・演出：市川大貴）
- オペレーションS.H.O.R.T（フリスティエンターテインメント公演、作・演出：江戸川崇）

#### 2021年
- カツロ（シタチノ第４回公演、作・演出：市川大貴）